# Penny McCoy
Penny McCoy (* 9. Oktober 1949 in Bishop (Kalifornien)) ist eine ehemalige US-amerikanische Skirennläuferin.

## Biografie
McCoy wurde als Tochter des Hydrographen Dave McCoy und dessen Ehefrau Roma geboren. Bei seiner Forschungsarbeit erkannte ihr Vater, dass der in Zentralkalifornien gelegene Mammoth Mountain mehr Schnee als alle anderen Berge dieser Region hatte. Er pachtete 1953 das Gelände auf die nächsten 99 Jahre für einen US-Dollar pro Jahr und gründete dort das Mammoth Mountain Ski Area. Dies wurde das Trainingsgelände seiner Tochter und sie entwickelte sich dort zu einer der Spitzenläuferinnen ihres Landes.
Mitte der 1960er Jahre wurde sie als jüngste Athletin in der Geschichte des US-amerikanischen Skisports in die Skinationalmannschaft aufgenommen. Mit ihrem Slalomsieg in Heavenly Valley am 3. April 1966, wobei Marielle Goitschel nur Zweite wurde, qualifizierte sie sich für die Alpinen Skiweltmeisterschaften 1966 in Portillo, wo sie mit 16 Jahren die jüngste Teilnehmerin war und mit dem dritten Platz im Slalom die einzige Medaille für die USA bei diesen Titelkämpfen gewann. Am Riesenslalom am 11. August konnte sie wegen eines verstauchten Fußes nicht teilnehmen.
Ab der Saison 1966/67 etablierte sie sich im neu geschaffenen Weltcup vor allem im Slalom in der Weltspitze und war auf dem besten Weg, sich für die Olympischen Winterspiele 1968 zu qualifizieren. Kurz vor Beginn der Spiele wurde sie von der Teamleitung jedoch ersetzt. Diese Enttäuschung war das Ende ihrer erfolgreichen Karriere. Sie zog sich vom aktiven Sport zurück und heiratete den Schauspieler und Stuntman Stan Barrett. Mit ihm zog sie drei Kinder groß. Nach 19 Jahren Ehe, in der sie ihr Ehemann nach eigener Aussage misshandelt hatte, ließ sie sich scheiden, kehrte nach Mammouth Mountain zurück und stieg erfolgreich in die Leitung des Skiresorts ihrer Eltern ein.